# Antony Jay
Sir Antony Rupert Jay (* 20. April 1930 in London; † 21. August 2016) war ein britischer Schriftsteller, Produzent und Regisseur. Zusammen mit Jonathan Lynn schrieb er die britischen Politiksatiren Yes Minister und Yes, Prime Minister (1980–88). Für seine Verdienste in Rundfunk und Fernsehen wurde Jay im Jahr 1988 zum Ritter geschlagen. Als Autor einer BBC-Dokumentation über die Königliche Familie (1969) und eines Buchs über Elisabeth II. erhielt er das Kommandeurskreuz des Royal Victorian Order für der königlichen Familie erwiesene persönliche Dienste.

## Leben
Jay wurde im Jahr 1930 in Paddington, London, als Sohn des Schauspielers Ernest Jay und der Schauspielerin Catherine Jay, geb. Hay, geboren.
Er besuchte die St Paul’s School in London und das Magdalene College, Cambridge, wo er sein Studium der klassischen und vergleichenden Philologie mit Prädikatsexamen abschloss. Er absolvierte seinen Wehrdienst als Leutnant bei der Fernmeldetruppe Royal Signals.
Jay heiratete 1957 Jill Watkins; das Ehepaar hatte vier Kinder. Antony Jay starb am 21. August 2016 im Alter von 86 Jahren.

## Berufliche Laufbahn
Jay ging im Jahr 1955 zur TV-Abteilung der BBC (BBC Television) und arbeitete in dem Team, das die Nachrichtensendung Tonight vorbereitete und aus der Taufe hob. Er blieb von 1962 bis 1963 Redakteur dieses Formats. 1963 bis 1964 war er Leiter verschiedener Diskussionssendungen, bevor er die BBC am 8. April 1964 verließ, um als selbstständiger Autor und Produzent tätig zu werden. Politisch engagierte er sich für die Conservative Party von Margaret Thatcher und schrieb z. B. für Geoffrey Howe Reden.

## Werke

### Bücher
- Antony Jay: Management and Machiavelli : an inquiry into the politics of corporate life. Holt Rinehart & Winston, 1967, ISBN 978-0-03-065495-4.[5]
- Antony Jay: Effective Presentation: How to create and deliver a winning presentation. Pearson Education, 1970, ISBN 978-0-273-64498-9.
- Antony Jay: Corporation man; who he is, what he does, why his ancient tribal impulses dominate the life of the modern corporation. Random House, 1971, ISBN 978-0-394-47253-9.
- Antony Jay: The householder's guide to community defence against bureaucratic aggression: A report on Britain's government machine: presented to the British taxpayer. Cape, 1972, ISBN 978-0-224-00799-3.
- Antony Jay, Jonathan Lynn: The complete Yes minister : the diaries of a cabinet minister. Hrsg.: Salem House Pub. 1983, ISBN 978-0-88162-272-0.
- Antony Jay, Jonathan Lynn: The Complete Yes Prime Minister. Hrsg.: BBC Books. 1986, ISBN 978-0-563-20773-3.[6]
- Antony Jay: Elizabeth R: The Role of the Monarchy Today. BBC Books, 1992, ISBN 978-0-563-36272-2.
- Antony Jay: Oxford Dictionary of Political Quotations. Oxford University Press, 1996, ISBN 978-0-19-861061-8.

- Antony Jay: How to beat Sir Humphrey. Long Barn Books, 1997, ISBN 0-9528285-1-0.

### Filmografie

#### Produzent
- 37 Produktionen zwischen 1963 und 2010, darunter Royal Family (1969), Yes, Minister (1980 bis 1984) und Yes, Prime Minister (1986 bis 1988).

#### Autor
- 33 Produktionen zwischen 1963 und 2010.

### Auszeichnungen
Jay erhielt gemeinsam mit Jonathan Lynn
- 1988 den BAFTA Award (Autor) für Yes Minister
- 1989 den CableACE Award (Autor) für Yes, Prime Minister